# 여산중학교
여산중학교(礪山中學校)는 대한민국 전북특별자치도 익산시 여산면 두여리에 있는 공립 중학교이다.

## 학교 연혁
- 1952년 1월 7일 : 여산중학교 6학급 설립인가
- 1952년 4월 1일 : 초대 진소하 교장 취임
- 1953년 4월 25일 : 개교
- 2024년 1월 4일 : 제71회 졸업(6명) 총 10,618명
- 2024년 3월 4일 : 신입생 6명 입학(전교생 26명)
- 2024년 9월 1일 : 제26대 문병환 교장 취임

## 참고 자료
- 여산중학교 - 한국교육학술정보원 학교알리미